# Бра, Теофиль
Теофиль Франсуа Марсель Бра (фр. Théophile-François-Marcel Bra; 23 июня 1797, Дуэ — 2 мая 1863, Дуэ) — французский скульптор.

## Биография
Родился в 1797 году в городе Дуэ в семье резчика по дереву в четвёртом поколении.
Изучал ремесло скульптора в Париже. В 1818 году получил Римскую премию второй степени.
В первой половине 1820-х годов работы Бра пользовались успехом на ежегодных Парижских салонах. Бра стал одним из многих персонажей картины Гейма «Король Франции Карл X раздает награды художникам и скульпторам — участникам Парижского салона 1824 года».
В том же 1824 году Бра стал масоном. В дальнейшем был активным членом масонских лож Парижа, Лилля и родного города Дуэ. Во второй половине 1820-х годов пережил душевное расстройство религиозно-мистического характера; свой опыт переживаний этого времени изложил в дневниках, переизданных в 2000 году (по-прежнему на французском языке) под названием «Красное Евангелие».
Бра продолжал работать в качестве скульптора в Париже в 1830-х и 1840-х годах и получал довольно много заказов, в том числе и исходивших от короля. Входил в круг общения Бальзака.
В 1847 году вернулся в Дуэ, где жил в определённой изоляции (однако посещал масонскую ложу) и отказался от большей части заказов, которые более не соответствовали его взглядам на искусство. Скончался в 1863 году в Дуэ и там же был похоронен. Оставил большую коллекцию из более чем 5 000 рукописных страниц текстов и рисунков своего авторства библиотеке города Дуэ.

## Галерея

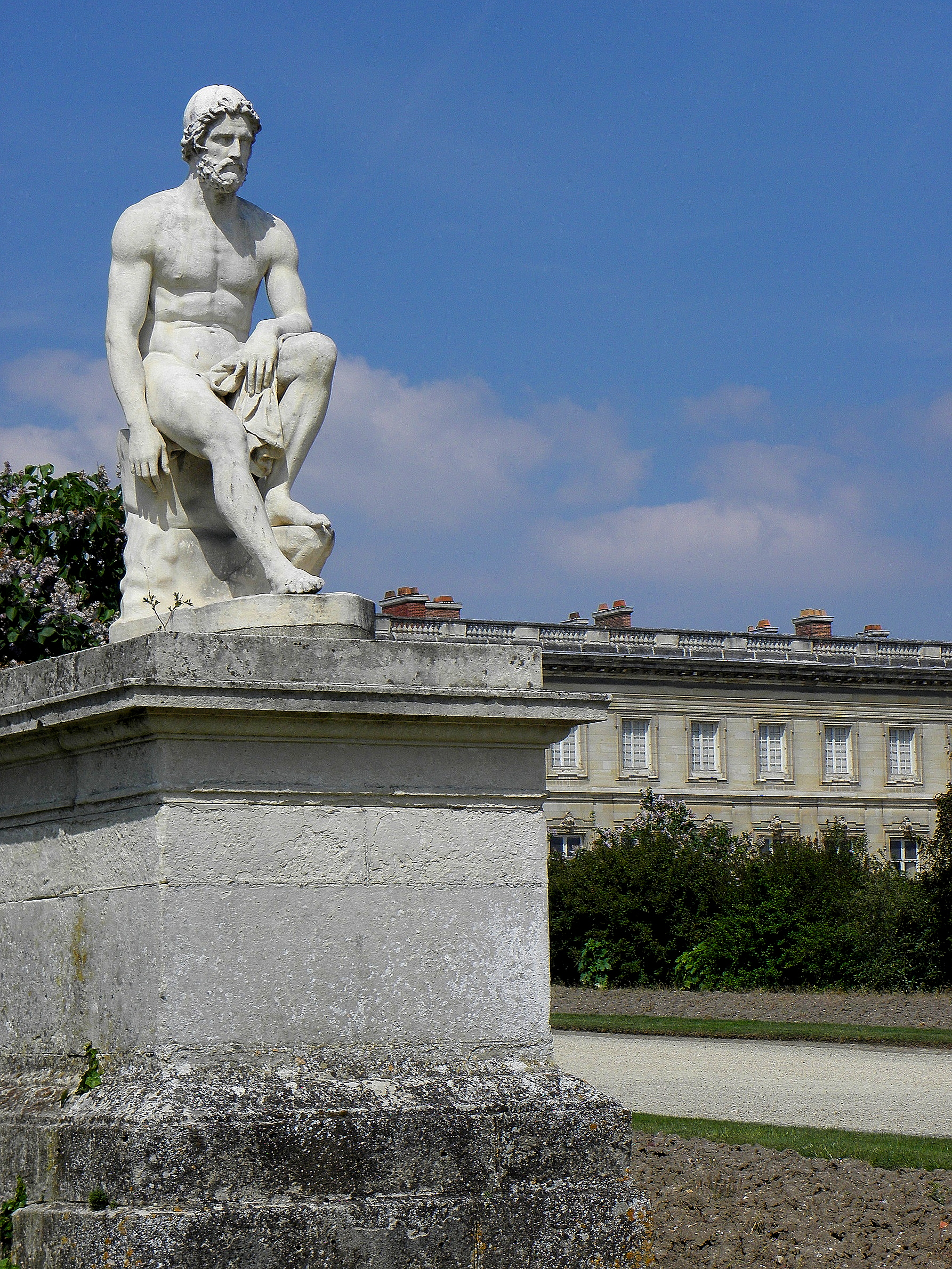
Одиссей (Улисс) в плену у Калипсо, 1833, парк Компьенского дворца
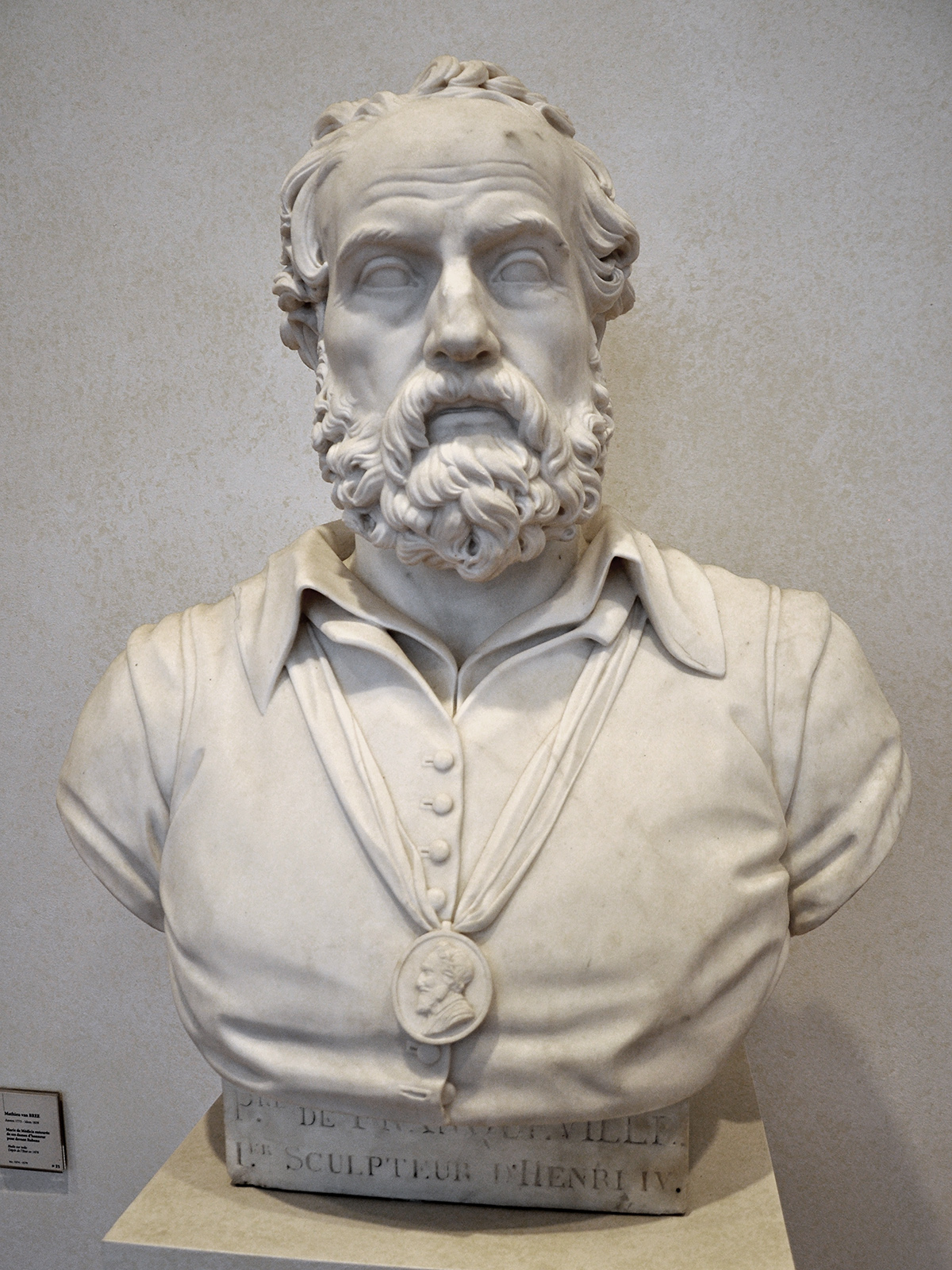
Бюст скульптора Пьетро Франкавилла, 1825, Музей Камбре
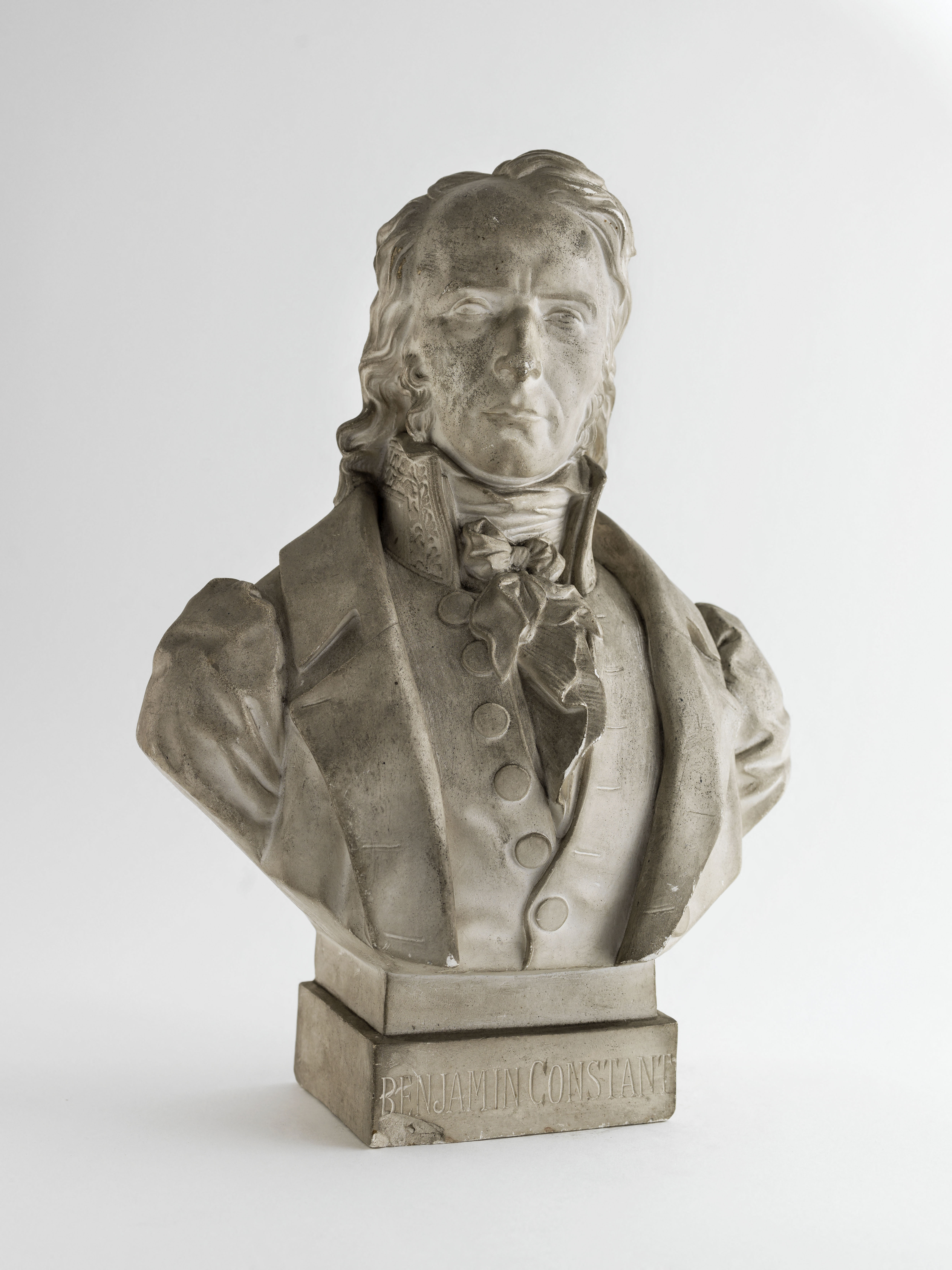
Бюст философа Бенжамена Констана, 1831, Музей Карнавале
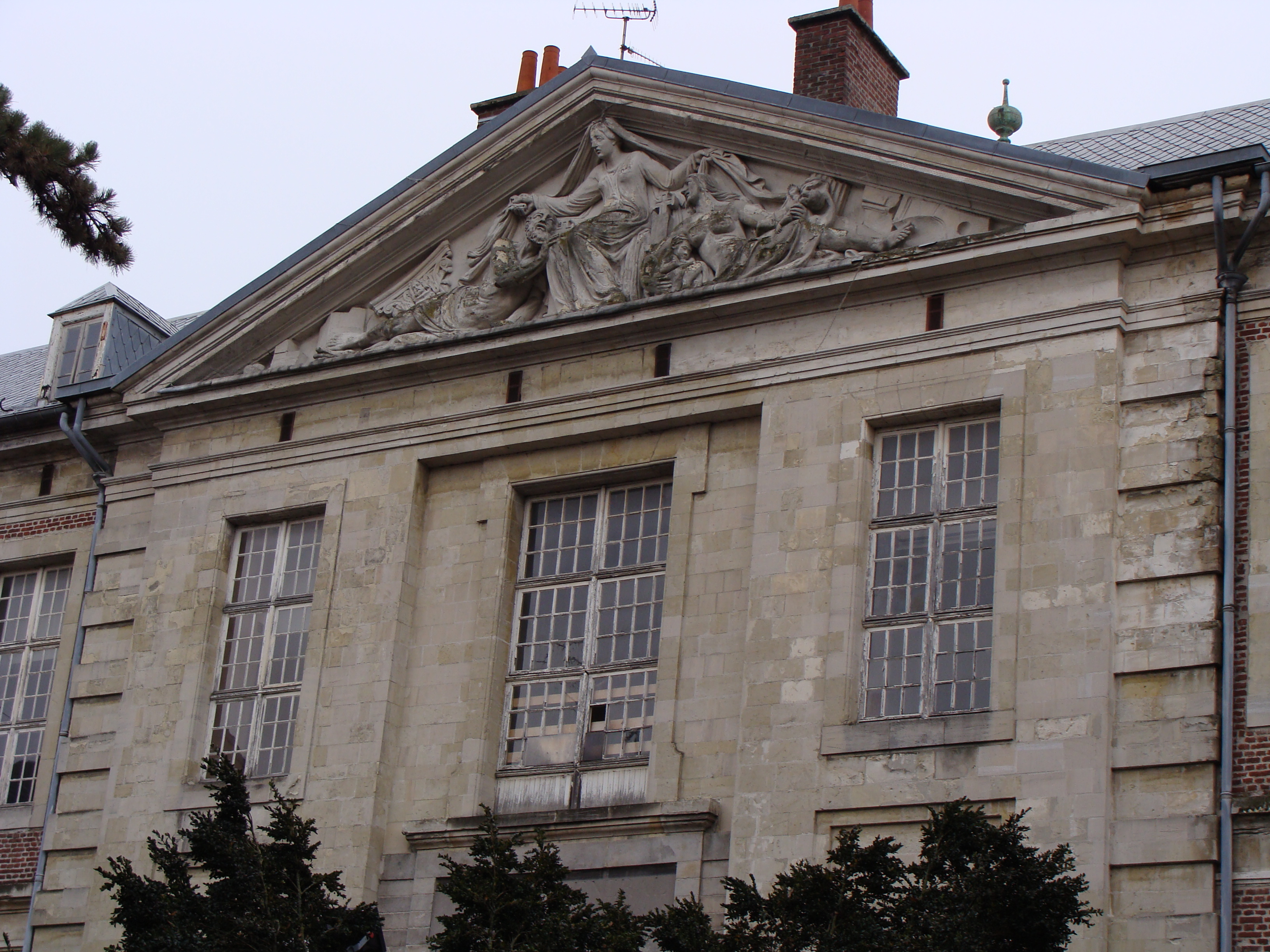
«Милосердие», 1835, фронтон «Главного госпиталя» (работного дома) Дуэ
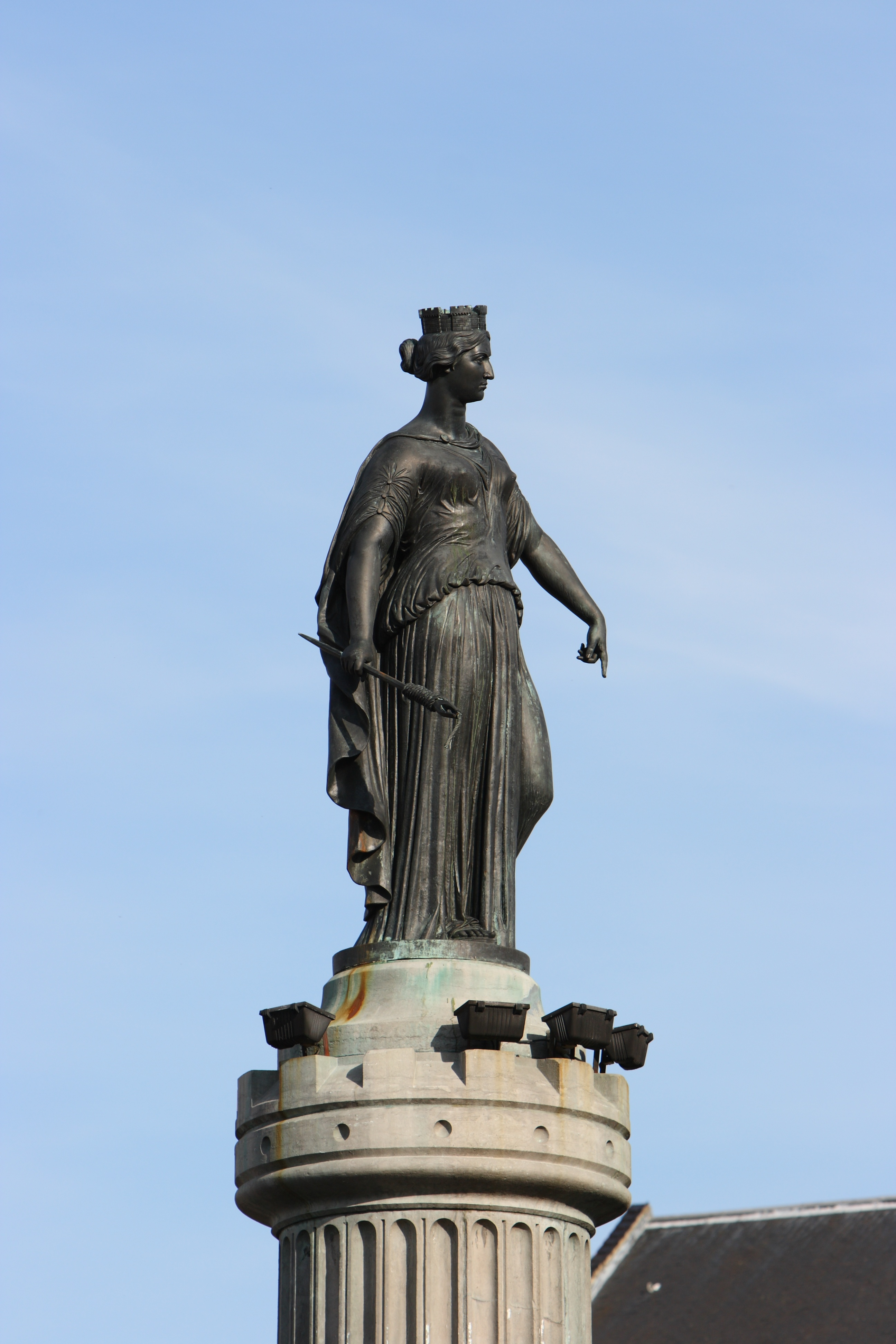
Мемориальная колонна (Колонна Богини), 1845, Лилль
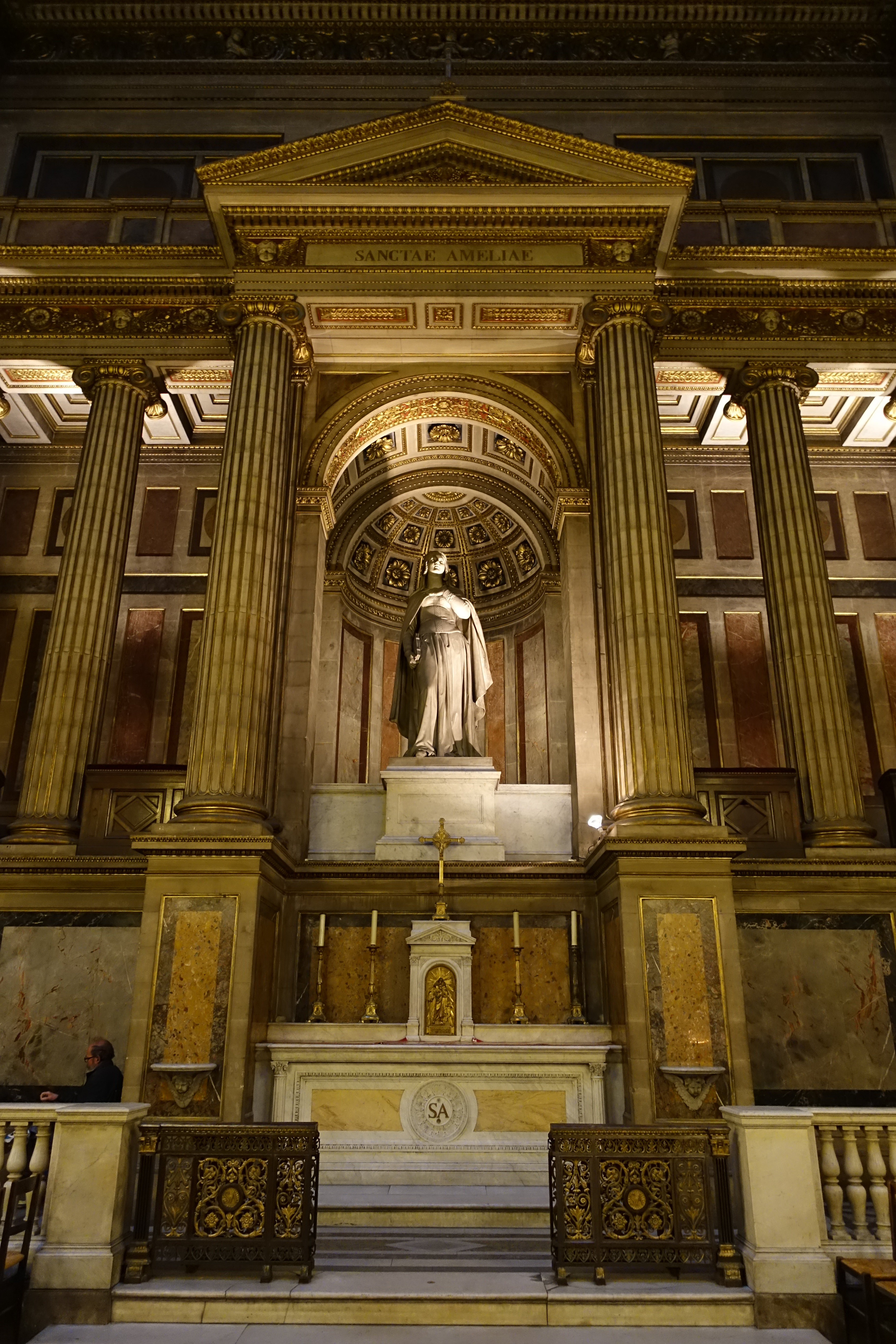
Статуя Святой Амелии[5], Церковь Мадлен, Париж
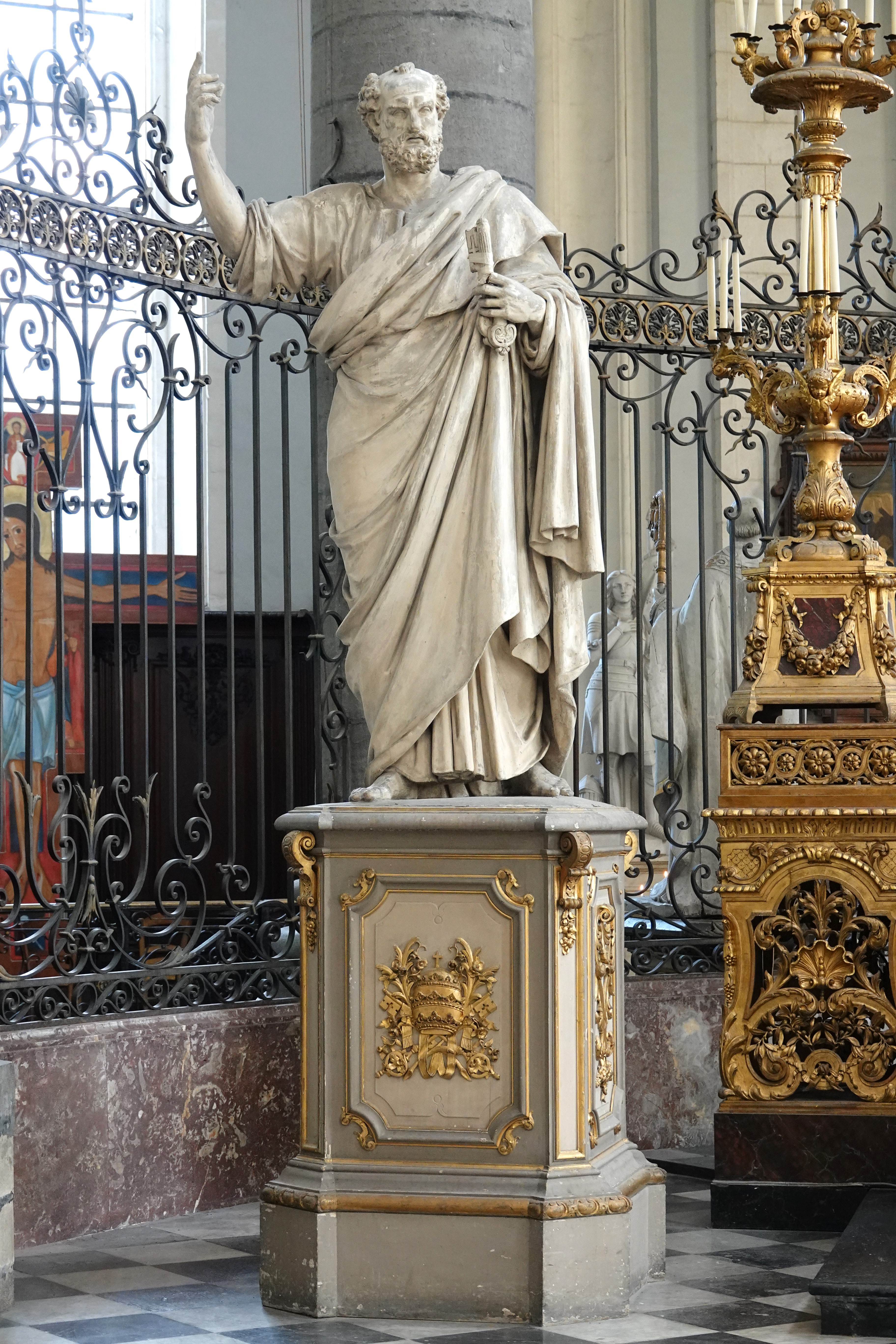
Апостол Пётр, Коллегиальная церковь Дуэ
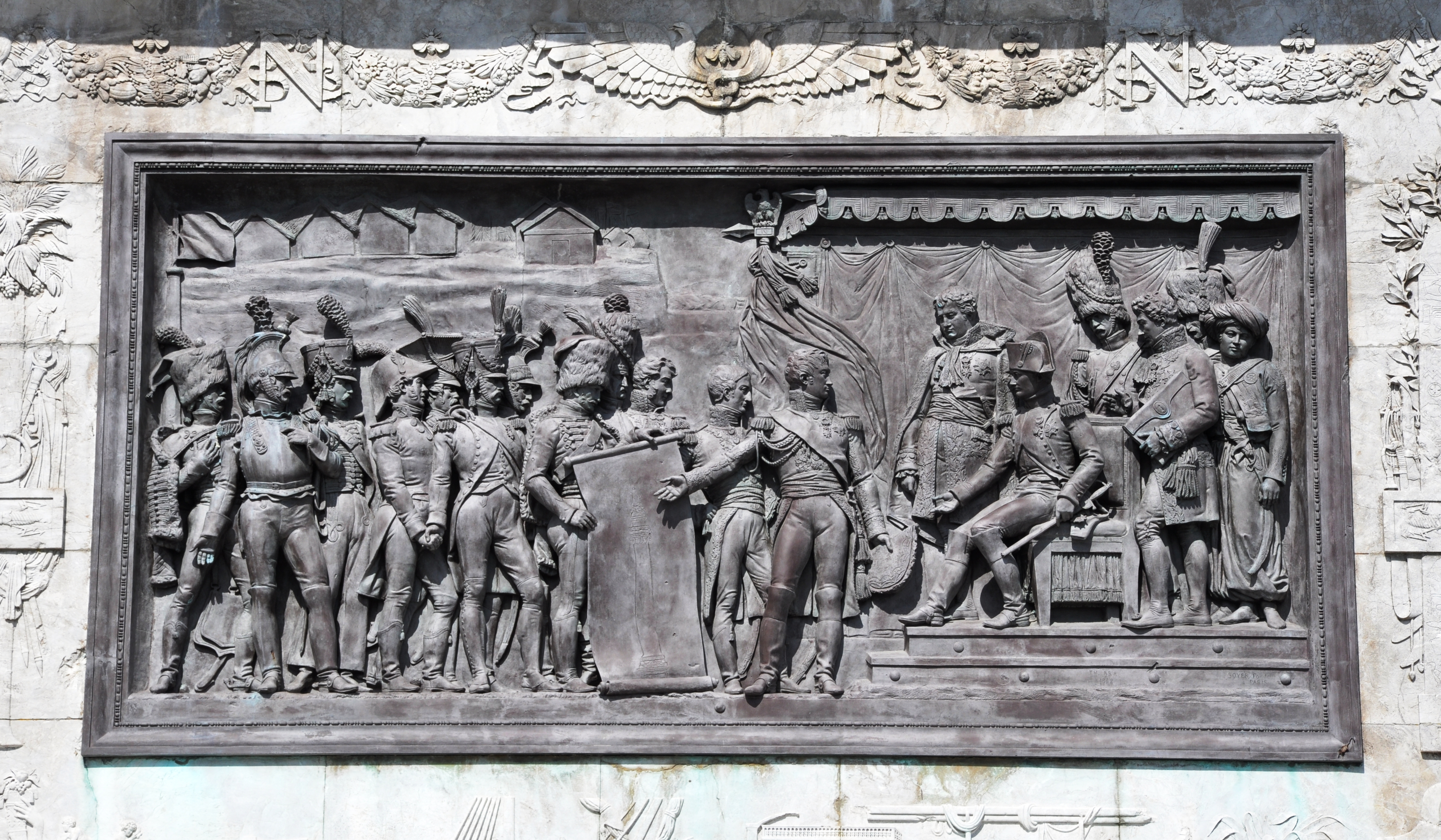
Наполеону демонстрируют проект Колонны Великой армии. Барельеф на Колонне Великой армии, Булонь-сюр-Мер